# حوزه انتخابیه نطنز و قمصر
حوزهٔ انتخابیه نطنز و قمصر  یکی از حوزه‌های استان اصفهان برای انتخابات مجلس شورای اسلامی است. این حوزه به مرکزیت  نطنز ۱ نماینده دارد. 

## پی‌نوشت و منبع
- «جدول حوزه‌های انتخابیه در انتخابات نهمین دورهٔ مجلس شورای اسلامی» (PDF). مرکز پژوهش و سنجش افکار صدا و سیما. بایگانی‌شده از اصلی (PDF) در ۵ اكتبر ۲۰۱۸. دریافت‌شده در ۱۸ مارس ۲۰۱۶. تاریخ وارد شده در |archive-date= را بررسی کنید (کمک)